# Destorcedor
Destorcedores são mecanismos que se aplicam em cabos (como os dos guindastes) ou linhas de pesca, para evitar a torção que pode ser provocada pelo enrolamento nos tambores ou molinetes, ou ainda pelos movimentos do peixe preso no anzol.